# Scarborough
Scarborough [ˈskɑːbᵊrə] ist eine Mittelstadt in der englischen Unitary Authority North Yorkshire. Sie befindet sich im Osten der Grafschaft an der Nordseeküste und ist ein bedeutender Ferienort. 2011 hatte Scarborough 61.749 Einwohner.

## Geographie
Die moderne Stadt befindet sich 30 bis 70 Meter über dem Meeresspiegel. Der historische Stadtkern liegt in einer Bucht am Hafen. Es gibt eine nördliche Bucht und eine südliche, die South Bay, an der der Hafen liegt. Dahinter erstreckt sich die Fußgängerzone. Auf einem Hügel an der Küste, dem Headland, steht eine alte Burgruine, das Scarborough Castle.

## Geschichte

### Frühgeschichte

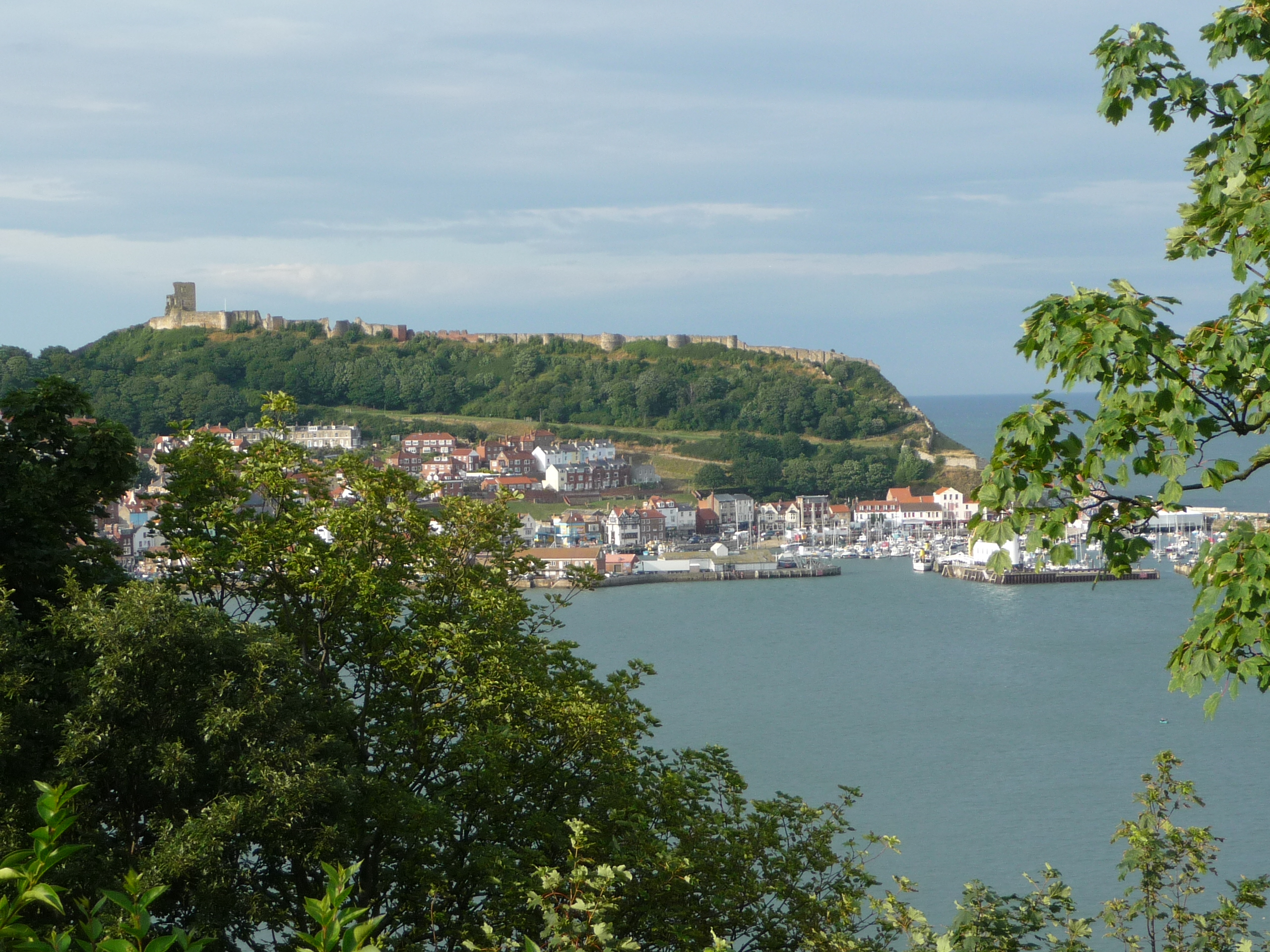
Scarborough Castle

Schon im vierten Jahrhundert existierte auf dem Headland ein römischer Posten und es gibt Hinweise auf eine Besiedlung während der Stein- und Bronzezeit.
Die Stadt wurde 966 als Skarðaborg durch die Wikinger gegründet, wurde jedoch schon bald von angelsächsischen Stämmen in der Zeit Tostis und Harald III. attackiert und niedergebrannt. Die Zerstörungen führten dazu, dass Scarborough kaum Erwähnung im Domesday Book 1086 fand. Während der Regentschaft Heinrichs II. erholte sich die Stadt jedoch wieder. Der König ließ auf dem Headland das Scarborough Castle erbauen und übertrug der Stadt 1155 das Recht zum Abhalten eines Marktes sowie 1163 zum Einsetzen eines Bürgermeisters.
Eduard II. übertrug die Burg seinem Geliebten Piers Gaveston. Gaveston wurde später von rivalisierenden Baronen verschleppt und exekutiert.
Im Jahre 1253 wurde der Jahrmarkt Scarborough Fair durch einen königlichen Erlass eingeführt und über 500 Jahre hinweg jährlich abgehalten. Die sechswöchige Handelsmesse zog Kaufleute aus ganz Europa an. Bis heute ist der Brauch in dem gleichnamigen englischen Volkslied eines unbekannten Autors überliefert.

### Neuzeit

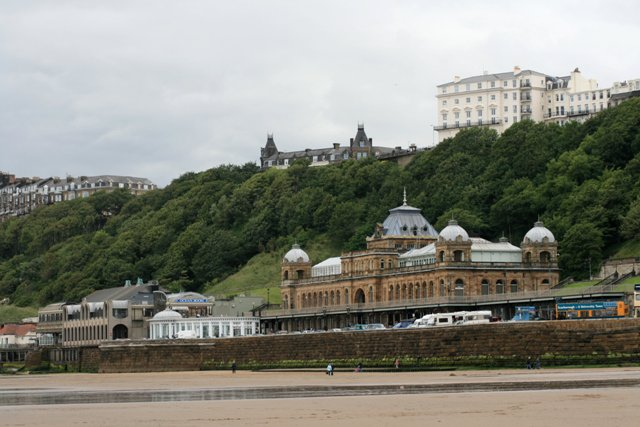
Scarborough Spa

Stadt und Burg wechselten während des Englischen Bürgerkriegs (1642 bis 1649) zwischen den Royalisten und den Roundheads (Anhängern des englischen Parlaments) sieben Mal den Besitzer. Weite Teile der Stadt wurden dabei zerstört.
Im Jahre 1626 wurde von Elizabeth Farrow eine säurehaltige Mineralquelle entdeckt. Die Quelle wurde Scarborough Spa genannt, sie galt als Heilquelle und fand ab den 1660er Jahren regen Zulauf. So wurde Scarborough zum ersten Heilbad der frühen Neuzeit Großbritanniens. Badekarren wurden bis 1735 jedoch noch nicht eingesetzt. Die Eröffnung der Bahnstrecke York–Scarborough im Jahr 1845 trug zu einem verstärkten Besucheransturm auf das Seebad bei. Die 139 m lange Sitzbank im Bahnhof von Scarborough gilt als die längste Bahnhofsbank der Welt. 1847 erfolgte die Eröffnung des nördlichen Abschnitts der Yorkshire Coast Line von Bridlington nach Scarborough, wodurch seitdem eine Anbindung ins südlich gelegene Kingston upon Hull existiert.
Der Anstieg der Besucherzahlen Scarboroughs inspirierte einen jungen Architekten namens John Gibson, das erste zweckgebundene Hotelgebäude zu entwerfen, welches später als Crown Spa Hotel eröffnen sollte. Als 1841 der Bau einer Bahnlinie von York nach Scarborough ins Gespräch gebracht wurde, sah er die Chance, das Gebiet oberhalb der Heilquelle zu entwickeln. Das Hotel sollte einen höheren Standard erschließen, als es bei den traditionellen Inns in Großbritannien bisher der Fall war. Gibson überließ den Bau des Hotels der neugegründeten South Cliff Building Company. Am 10. Juni 1845 wurde das erste Hotel Scarboroughs eröffnet und war erfolgreich. Damals war das Grand Hotel, welches schon bald Europas größtes Hotel werden sollte, noch nicht fertiggestellt. Das Grand Hotel wurde 1867 eröffnet: Dessen vier Türme repräsentierten die Jahreszeiten, 12 Etagen die Monate, 52 Schornsteine die Wochen und 365 Zimmer die Tage eines Jahres. Eine Blue Plaque vor dem Gebäude markiert die Stelle, an welcher Anne Brontë im Jahre 1849 starb.

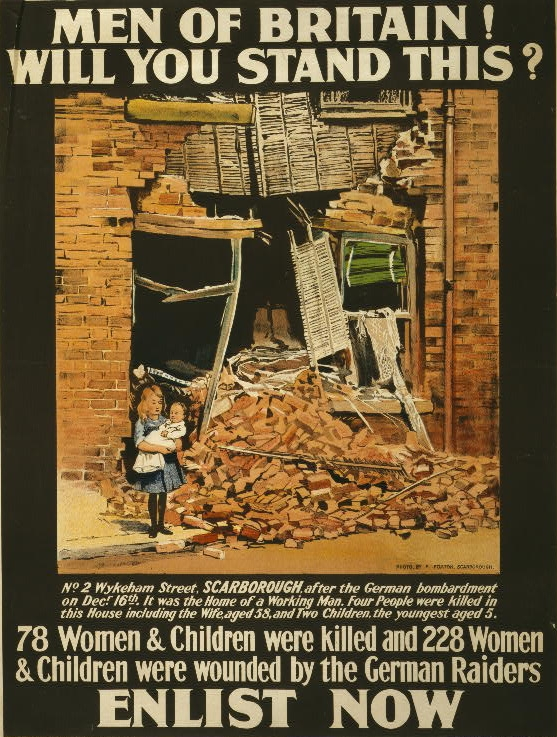
Rekrutierungsplakat, welches auf den Angriff der Deutschen vom Dezember 1914 aufmerksam macht

Im Juli 1885 wurde die Bahnstrecke Scarborough–Whitby eröffnet, wodurch nun auch ein Bahnanschluss nach Norden in Richtung Whitby und Middlesbrough bestand.
Im Jahr 1912 errichtete die Royal Navy eine Funkstation im Irton-Moor knapp westlich der Innenstadt, die im Ersten und Zweiten Weltkrieg von Bedeutung war (siehe auch: Scarborough Station).
Am 16. Dezember 1914 war die Stadt Ziel eines Bombardements durch die deutschen Kriegsschiffe Derfflinger und Von der Tann der Kaiserlichen Marine, dabei trafen sie unter anderem das Grand Hotel und den Leuchtturm. Insgesamt gab es 7 Tote und 80 Verwundete.
1931 wurde anstelle des 1914 schwer beschädigten und abgetragenen Leuchtturms ein neuer Turm errichtet. Im Zweiten Weltkrieg griff die deutsche Luftwaffe die Stadt mehrmals an. Am 18. März 1941 starben bei der schwersten Bombardierung 28 Personen, mehrere hundert wurden verletzt und über 1000 Gebäude zerstört oder stark beschädigt. 1955 wurde in der Stadt das bekannte Stephen Joseph Theatre erbaut.
1962 wurde die Bahnlinie von Scarborough nach Whitby aufgrund des Beeching-Reports stillgelegt, auf ihrer Trasse wurde später ein Radweg angelegt. 1966 feierte Scarborough sein 1000-jähriges Bestehen.
Im Juni 1993 sorgten starke Regenfälle für einen gewaltigen Erdrutsch an einem Berg an der Küste. Dadurch wurde das Holbeck Hall Hotel erheblich beschädigt und musste abgerissen werden. Aufgrund des langsamen, über zwei Tage dauernden Abbruchvorganges konnten alle betroffenen Menschen rechtzeitig evakuiert werden. Die ins Meer abgerutschte Landmasse ist auch heute noch klar zu erkennen.
Von 1974 bis 2023 war Scarborough Verwaltungssitz des Borough of Scarborough innerhalb der Grafschaft North Yorkshire.

## Politik

### Städtepartnerschaften
Scarborough unterhält Städtepartnerschaften mit
- Cahir, Irland

## Kultur und Sehenswürdigkeiten

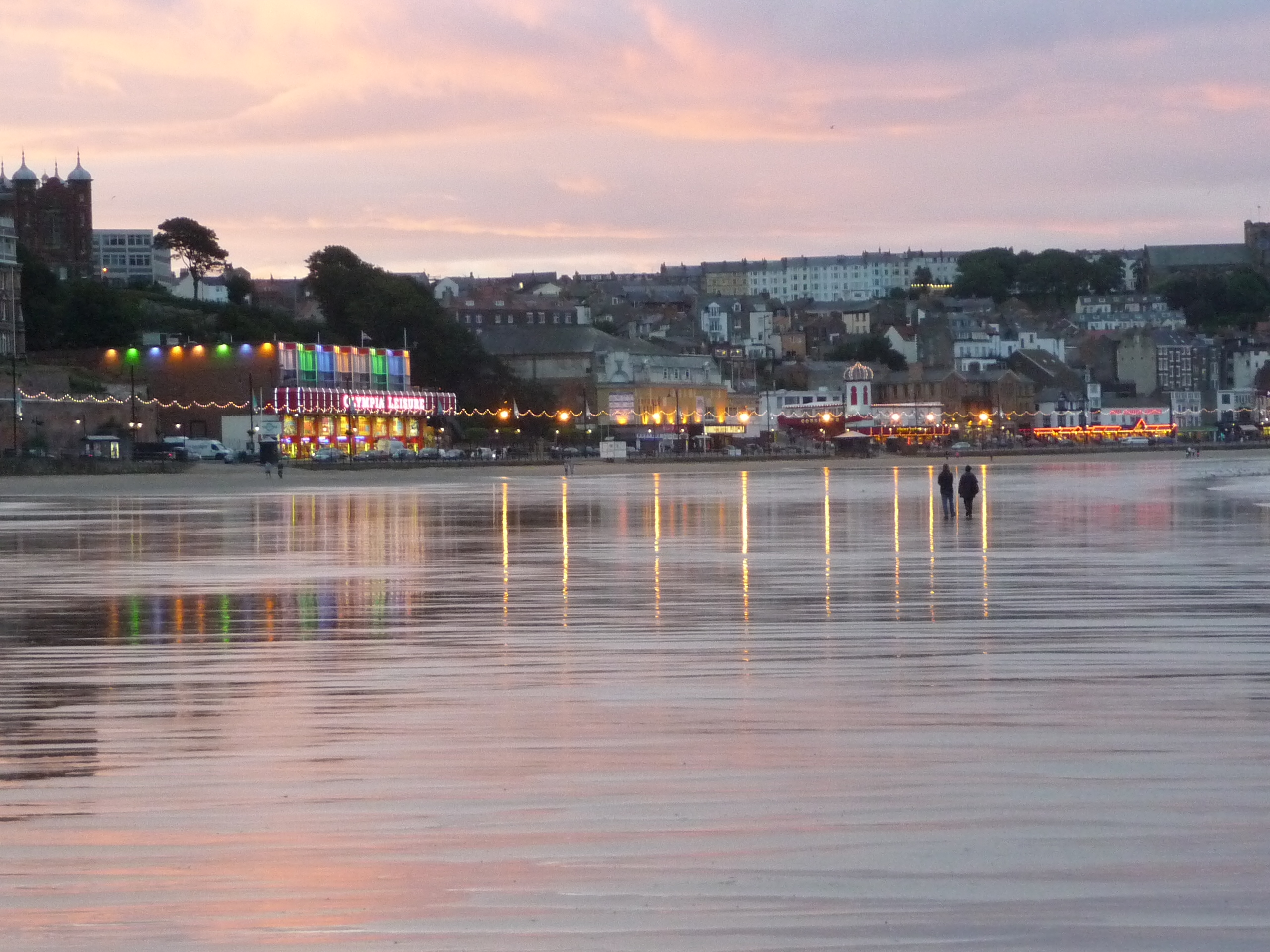
Vergnügungsmeile – South Bay

Scarborough besitzt eine teils international bekannte Kulturszene.

### Theater
Der Dramatiker Alan Ayckbourn lebte hier einige Jahre lang. Er hatte etwa 60 Theaterkomödien in Scarborough produziert und ist der künstlerische Leiter des Stephen Joseph Theatre, wo fast alle seiner Werke uraufgeführt wurden. Hier findet jährlich das National Student Drama Festival statt. An der South Bay existiert mit dem Futurist Theatre ein weiteres Theater.

### Museen
Scarborough unterzieht sich derzeit einer Wandlung in eine Stadt der bildenden Künste, so begann 2006 etwa der Bau des neuen Wood End Museum. Das Rotunda-Museum wurde einer millionenschweren Runderneuerung unterzogen und ist heute ein Zentrum für Geologie. 2006 wurde außerdem das Netzwerk "Creative Coast" gegründet, in dem sich Künstler, Designer, Schriftsteller und andere an der Küste North Yorkshires zusammengeschlossen haben.

### Musik
Das grade II listed building Scarborough Spa beherbergt das Spa-Orchester, das letzte verbliebene Orchester an einer Küste im Vereinigten Königreich. Das Orchester gibt zehn Konzerte pro Woche und spielt klassische Musik sowie Unterhaltungslieder. In den 1950er und 1960er Jahren erhielt das Orchester nationale Aufmerksamkeit, als Konzerte durch das BBC-Radio übertragen wurden.
Die Stadt veranstaltet Festivals wie ein Jazz-Festival im September sowie das Beach-Festival (ein Rock&Pop-Festival an der South Bay).
Im Peasholm Park findet seit September 2005 jährlich das frei zugängliche Musikfestival Acoustic Gathering mit 20 Bands und Einzelinterpreten aus dem gesamten Vereinigten Königreich statt. Die Bühne befindet sich dabei schwimmend auf der Mitte des Sees.
Die Musikband One Night Only nahm ihr Video zum Song Just for Tonight an der South Bay mit der Kulisse der Vergnügungspassagen auf.
Das alte englische Volkslied Scarborough Fair wurde 1966 besonders bekannt durch die Vertonung von Simon & Garfunkel.

### Peasholm Park

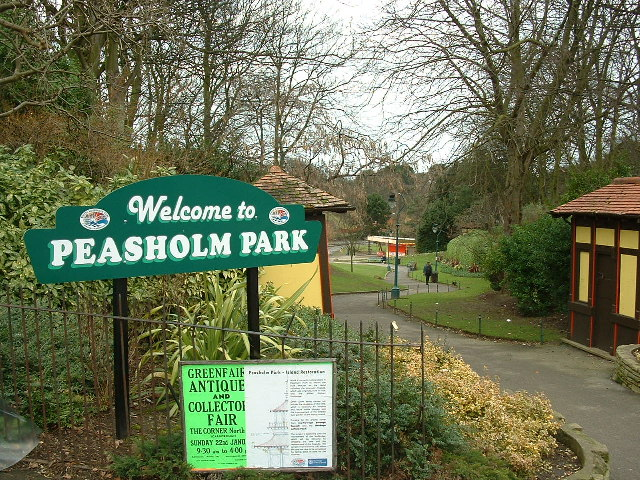
Peasholm Park

Der Peasholm Park ist ein 14 ha großer, asiatisch angelegter Park im Norden der Stadt. In der 1912 eröffneten Anlage finden im Sommerhalbjahr verschiedene Open-Air-Veranstaltungen wie Konzerte und Theaterauftritte statt. Der Park ist in verschiedene Themenbereiche gegliedert, so gibt es zum Beispiel einen japanischen Garten mit einer in der Mitte erbauten Pagode an einem See. Des Weiteren existiert eine Minigolfanlage sowie ein breites Gastronomieangebot. Der Eintritt in den Park ist kostenlos.

### Sport
Im Mai 1869 wurde ein lokaler Ruderclub gegründet und ist damit einer der ältesten an der Ostküste Englands. Schon vor über 100 Jahren wurde zwischen Tees und Humber verbreitet Rudersport betrieben. Damals entstand mit dem Ruderverein von Blyth eine freundschaftliche Rivalität, welche den Sport entscheidend mitprägte. Unter anderem brachte der Verein den für England antretenden Nationalruderer Bob Hewitt heraus. 2006 gewann der Klub den begehrten Wilson-Cup, welchen zuvor 18 Jahre lang die Rivalen aus Whitby für sich entscheiden konnten.
Jährlich findet zudem ein 210-Seemeilen-Rennen nach IJmuiden an der niederländischen Küste statt.

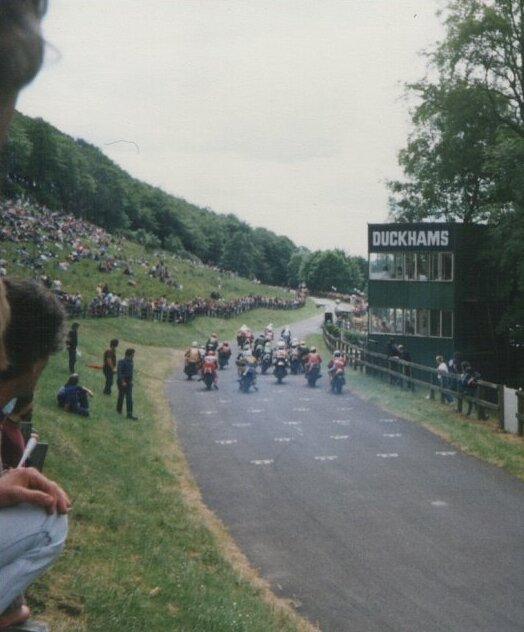
Oliver’s Mount, 1986

Nahe der Stadt liegt die Rennstrecke Oliver’s Mount, auf welcher bei nationalen Meisterschaften schon Rennsportler wie Barry Sheene und Ron Haslam unterwegs waren. Sie wurde 1946 eröffnet und zog an manchen Renntagen bis zu 58.000 Zuschauer an.
Der Scarborough Cricket Club, dessen Heimspielstätte der Lord’s Cricket Ground ist, gewann zwischen 1972 und 1982 fünf Mal die nationale Meisterschaft. Derzeit spielt er in der Yorkshire ECB County Premier League, der höchsten Spielklasse des Sports.
Der FC Scarborough erlebte seine Blütezeit in den 1990er Jahren durch Teilnahmen in der Football League, stieg 2006 und 2007 jedoch nachfolgend in die Football Conference und Northern Premier League ab. Seine größten Erfolge erzielte der Verein durch den dreimaligen Gewinn der FA Trophy. Am 20. Juni 2007 wurde der FC Scarborough bei einem Schuldenstand von 2 Millionen Pfund Sterling für zahlungsunfähig erklärt und aufgelöst. Danach wurde ein Nachfolgeverein, Scarborough Athletic, gegründet. Derzeit trägt der neue Verein seine Heimspiele in Bridlington aus, hofft jedoch auf eine baldige Rückkehr nach Scarborough.
Der Scarborough Rugby Union Football Club bezog im Januar 2009 am Stadtrand ein neues Stadion und nutzt es zusammen mit Scarborough Athletic. Des Weiteren sind der Bau eines Sportzentrums inklusive einer Multifunktionshalle geplant.

### Medien
In Scarborough befindet sich der lokale Radiosender Yorkshire Coast Radio, der täglich einen Nachrichtendienst für die Stadt bereitstellt. Ein Team von Journalisten aus den Studios in Eastfield sendet UKW, DAB und Online. Yorkshire Coast Radio gehört zur UKRD Group Ltd (UK Radio Developments).

## Wirtschaft und Infrastruktur

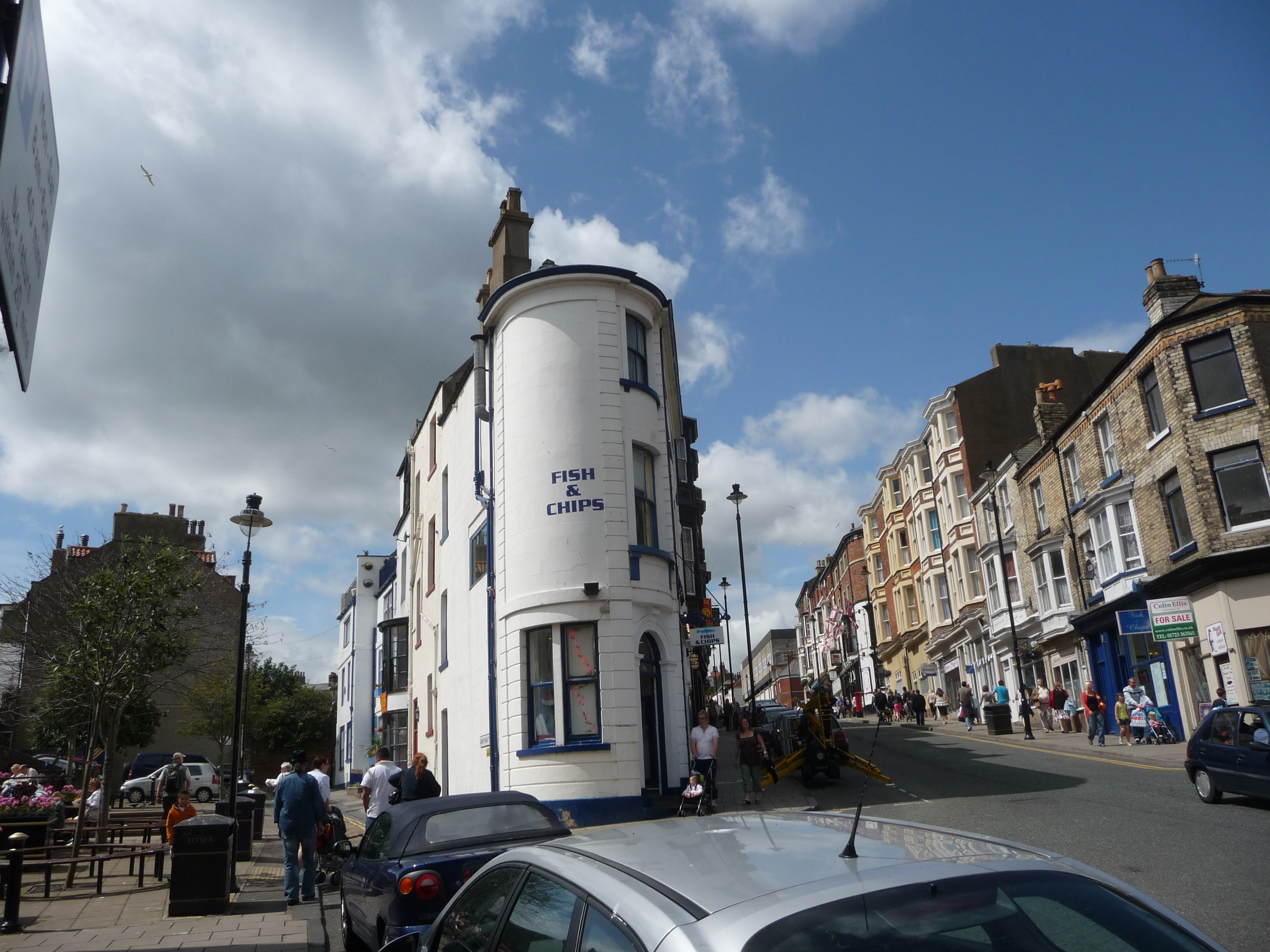
Merchant’s Row

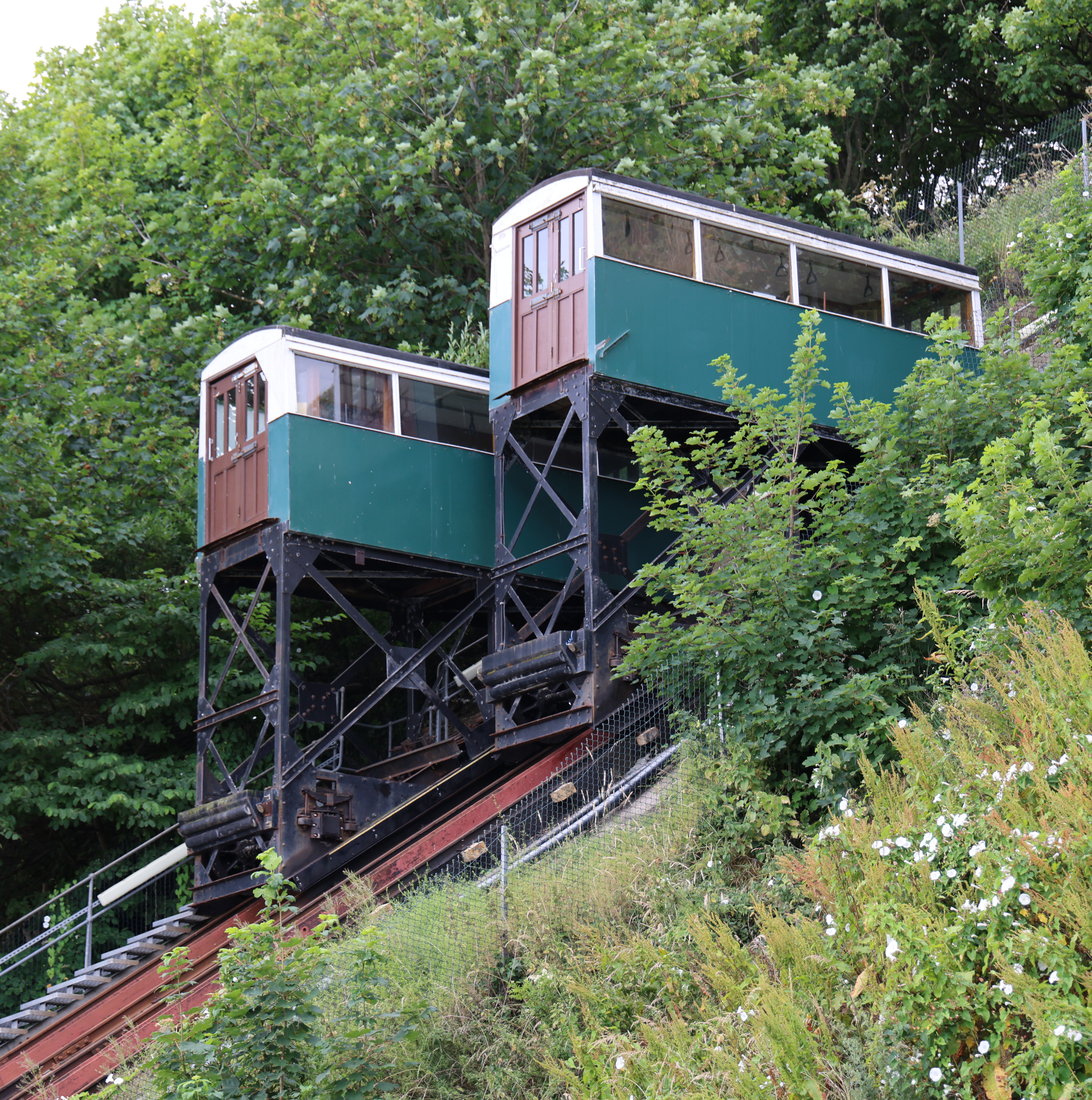
South Cliff Lift

Die Fischindustrie Scarboroughs besteht zwar auch heute noch, jedoch ist sie nur ein Schatten vergangener Tage. Der Hafen beherbergt einen Fischmarkt, in welchem frisch gefangene Fische und Meeresfrüchte erworben werden können.
Trotz der heutigen Erschwinglichkeit von Reisen ins Ausland spielt der lokale Tourismus weiterhin eine wichtige Rolle. Mittlerweile haben die Wochenendaufenthalte und Aufenthalte unter der Woche die traditionellen wöchentlichen Familienaufenthalte weitgehend abgelöst. Während im Sommerhalbjahr teilweise Hochbetrieb herrscht, werden im Winter nur sehr wenige Übernachtungen gezählt.
Scarborough besitzt zum einen eine Fußgängerzone mit vielen größeren Ladenketten und selbstständigen Boutiquen, und zum anderen ein Einkaufszentrum namens Brunswick, welches viele weitere Geschäfte beherbergt. Weitere Ladenzeilen sind in der Bar Street und der St Thomas Street anzutreffen. Außerdem wird an der South Bay regelmäßig ein kleinerer Antikmarkt abgehalten.
In Scarborough verkehren fünf Standseilbahnen, darunter mit dem South Cliff Lift die erste in Betrieb genommene Standseilbahn Großbritanniens.
Zur Zeit der letzten Volkszählung im Jahre 2022 betrug die Arbeitslosigkeitsrate der Stadt 2,86 %. Saisonale Armut ist aufgrund der Abhängigkeit zum Tourismus dennoch ein Problem.
Die Kreativwirtschaft spielte eine wichtige Rolle in der Erneuerung von Scarboroughs Wirtschaftsstruktur. 2005 wurde geschätzt, dass der Sektor etwa 19 % der städtischen Wirtschaft ausmacht. Am 16. Oktober 2008 gewann die Stadt den Titel als Britain’s Most Enterprising Town, und am 13. Mai 2009 wurde ihr in Prag der European Enterprise Award als Repräsentant Großbritanniens verliehen.
2006 wurde ein Netzwerk gegründet, welches die Kreativwirtschaft unterstützt. Es besteht aus Designern, Schriftstellern, Künstlern, Filmproduzenten und anderen, welche an der Küste North Yorkshires leben und arbeiten.
Das Scarborough General Hospital ist das Hauptkrankenhaus des District Scarborough unter der Leitung des National Health Service. Dabei liegt es im Einzugsgebiet von etwa 240.000 Menschen um die Städte Scarborough, Bridlington, Whitby und Ryedale. Zudem ist es der größte Arbeitgeber der Region mit über 2400 Angestellten.

### Verkehr
Scarborough befindet sich an der A165 (Burniston−Kingston upon Hull). Außerdem ist die Stadt Startpunkt der A64 (über York nach Leeds), der A170 (nach Thirsk) sowie der A171 (nach Middlesbrough). Die nächste Autobahn (A1(M)) befindet sich gut 70 km entfernt.

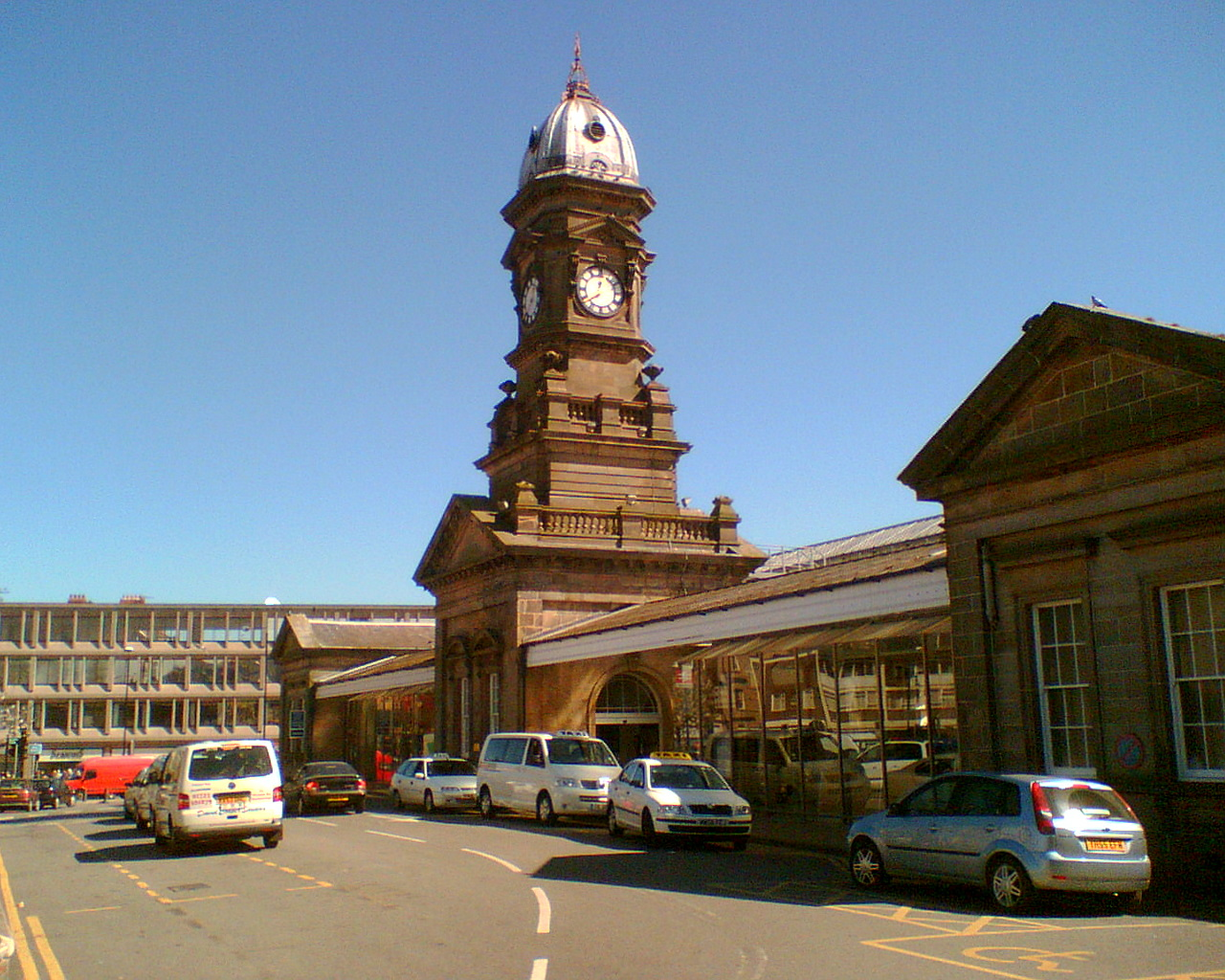
Bahnhof Scarborough

Der Bahnhof Scarborough ist Endpunkt der Yorkshire Coast Line, welche in Kingston upon Hull beginnt. First TransPennine Express bietet über die südlich der Stadt abzweigende Bahnstrecke York–Scarborough außerdem Direktverbindungen nach York, Leeds, Manchester und Liverpool an. Im Sommer existiert sogar eine Direktverbindung nach London.
Scarborough and District, Arriva North East und Yorkshire Coastliner bieten Busverbindungen in die umliegenden Orte sowie nach York, Hull, Middlesbrough und in die North York Moors an. An der A64 und A165 befinden sich zwei P+R-Parkplätze, von welchen man mit dem Bus das Stadtzentrum erreichen kann. Zudem existiert eine Schiffsverbindung nach Kingston upon Hull.
Der nächste Flughafen ist der Flughafen Durham Tees Valley, etwa 80 km nordwestlich von Scarborough.

### Bildung

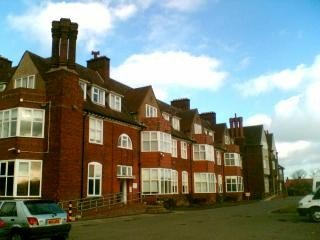
Der Campus Scarborough der Universität Hull

Die Stadt bietet mit ihrem Campus Scarborough, welcher der Universität Hull angehört, Hochschulbildung an. In den Gebäuden befanden sich zuvor das North Riding College und das University College Scarborough. Außerdem beherbergen sie heute das Yorkshire Coast College und das Scarborough Sixth Form College. Es existieren fünf staatlich geführte weiterführende Schulen: Das Graham School Specialist Science & Arts College, das George Pindar Community Sports College (ehemals Pindar School), die Raincliffe School, die Scalby School und die St Augustine's Roman Catholic School. Derzeit wird überlegt, das Graham School Science College und die Raincliffe School unter einem Rektor zusammenzuführen. Dies wäre die erste Vereinigung solcher Art in North Yorkshire.
In der Stadt gibt es zwei Privatschulen, das Scarborough College für Schüler von 3 bis 18 Jahren sowie das Bramcote für 4 bis 13 Jahre alte Schüler. Letztere Schule war 2009 von der Schließung bedroht.
Die staatlich anerkannte Scarborough International School of English (gegründet 1968) bietet Englischkurse für Studenten aus der ganzen Welt an. Außerdem existiert eine weitere, 1985 gegründete privat betriebene Schule, welche Englischkurse für Überseestudenten, Schuleinrichtungen, Firmen, organisierte Gruppen und Einzelpersonen anbietet.

## Persönlichkeiten
- Zoe Aldcroft (* 1996), Rugby-Union-Spielerin
- Peter Bland (* 1934), britisch-neuseeländischer Schauspieler und Dichter
- William Ernest Bowman (1911–1985), Ingenieur und Schriftsteller
- Elaine Frances Burton (1904–1991), Baroness Burton of Coventry, Politikerin
- George Cayley (1773–1857), Erbauer des ersten Segelflugzeugs der Welt
- Dorothy Champney (1909–1968), Autorennfahrerin
- Henry Cliffe (1919–1983), Maler und Grafiker
- Jonathan Greening (* 1979), Fußballspieler
- May Hallatt (1876–1969), Theater- und Filmschauspielerin
- W. Brian Harland (1917–2003), Geologe und Polarforscher
- John Hick (1922–2012), Religionsphilosoph
- Susan Hill (* 1942), Roman- und Sachbuchautorin
- Bentley Collingwood Hilliam (1890–1968), Sänger, Komponist und Schauspieler
- Paul Ingle (* 1972), Box-Weltmeister
- Ben Kingsley (* 1943), Schauspieler
- Charles Laughton (1899–1962), Schauspieler und Regisseur
- Frederic Leighton (1830–1896), Maler, Illustrator und Bildhauer
- Jimi Mistry (* 1973), Schauspieler
- James Paul Moody (1887–1912), 6. Offizier und Todesopfer auf der Titanic
- Edward W. Naylor (1867–1937), Organist, Komponist und Musikpädagoge
- Bill Nicholson (1919–2004), Fußballspieler und Teammanager
- William Pike (1905–1993), Generalleutnant der British Army
- Ralph Riley (1924–1999), Genetiker
- Edith Sitwell (1887–1964), Dichterin und Schriftstellerin
- Sacheverell Sitwell (1897–1988), Schriftsteller und Bruder von Edith Sitwell
- Graham P. Taylor (* 1958), Schriftsteller
- Graham Usher (* 1973), englischer Dartspieler
- Julian Vasey (1950–1979), Skirennläufer
- Laurence Whiteley (* 1991), britischer Ruderer
- Gavin Williamson (* 1976), Politiker, ehemaliger britischer Verteidigungsminister
- William Crawford Williamson (1816–1895), Naturforscher und Paläobotaniker
- Penelope Wilton (* 1946), Schauspielerin